# صلاح كرم
صلاح كرم (1942-) مخرج ومنتج عراقي أخرج العديد من الأعمال في السينما والتلفزيون العراقي 

## حياته
ولد في محافظة ميسان وانتقل بعدها إلى البصرة حاصل على شهادة تخصص في الإخراج والإنتاج التلفزيوني – قسم الإعلام المجلس الثقافي البريطاني –لندن وشهادة تخصص بقواعد اللغة الانكليزية – معهد أدنبرة لقواعد اللغة شهادة تخصص في العلوم الاجتماعية واللغة الإنكليزية (معهد بدفورد للدراسات الإنكليزية)بدفورد– بريطانيا انتقل بعد الغزو الأمريكي للعراق إلى الإمارات عام 2003 للإقامة مع عائلته

## مشواره المهني
انطلاقته كانت منتصف السبعينات وعمل على مدى عشرين عاما في المؤسسة العامة للإذاعة والتلفزيون العراقية في أخراج وإدارة أنتاج مجموعة كبيرة في البرامج التلفزيونية الدرامية (مسلسلات وأفلام روائية وتمثيليات) وكذلك الأفلام والبرامج الوثائقية والثقافية والسياسية وكمدير مفوض (ومالك) لشركة الخليج للإنتاج السينمائي والتلفزيوني العراقية منذ عام 1992. وكمنتج شريك في أنتاج مجموعة من المسلسلات الدرامية مع شركة العنود للإنتاج التلفزيوني الأردنية ومؤسسة انجاد فيلم الأردنية هو شريك ومدير عام لشركة الوركاء للإنتاج التلفزيوني دبي –الإمارات العربية المتحدة قام بتدريس أصول تكوين الصورة المتلفزه والاخراج التلفزيوني وأعداد البرامج في معهد التدريب الإذاعي والتلفزيوني –بغداد.

### اكتشافه للمواهب
قام باكتشاف الكثير من المواهب التي كانت طلبة في -كلية الفنون الجميلة أمثال أمل سنان والتي أسند إليها دور «نادية» في مسلسل نادية عام 1988 ،سلمى سالم وأسند إليها دور «سعاد» في مسلسل أبو جعفر المنصور عام 1998 وريام الجزائري  في مسلسل سارة خاتون عام 2006 

## أعماله

### مسلسلات
- (1984):الهاجس
- (1985): دائما نحب
- (1988): نادية
- (1996):رجال الظل
- (1998):أبو جعفر المنصور
- (2006):سارة خاتون
- (2008):عندما تسرق الأحلام
- (2011):فاتنة بغداد (مشرف)
- (2012): السلسلة الوثائقية العراق بين إحتلالين.

### في السينما
- (1991): الفيلم الروائي الفجر الحزين
- (1992): الفيلم الروائي رصاص في الجانب الآخر
- (2000): الفيلم الوثائقي حدث في هذا الزمان.
- (2013):أحلام اليقظة

### سهرات تلفزيونية
- ثلاثية الحب الفأر الكمبيوتر
- تمثيلية صخب الصمت.
- (1984): تمثيلية من تأكل النار.
- تمثيلية لن نذبح مرتين.
- تمثيلية أشياء لاتباع.
- تمثيلية من يعطيني الشمس.

### في الإنتاج
- (1984): مسلسل البخلاء
- (1992): مسلسل حكاية مخلص
- (1994): مسلسل عش الازواج
- (1995): مسلسل حكاية لها وجهان
- (1996): مسلسل رجال الظل
- (1998): مسلسل أبو جعفر المنصور
- (2003): مسلسل الظرفاء
- (2006): مسلسل سارة خاتون
- (2006): مسلسل الواهمون
- (2012): سليمة مراد

## جوائز وتكريمات
- العراق: تكريم من منظمة البصرة للثقافة احتفاءً بالمنجز الدرامي الذي قدمه خلال مسيرته الفنية على صعيد السينما والتلفاز وسط حضور عدد من الفنانين والمنظمات الثقافية والأدبية2017[5]
- العراق: الجائزة الذهبية للمهرجان الدولي الثالث لأفلام وبرامج فلسطين عن فيلم لن نربح مرتين 1980
- العراق: شهادة تقدير للمهرجان الدولي الثالث للبرامج التلفزيونية الوثائقية
- العراق: سبعة شهادات تقدير لجهود وأعمال متميزة في دائرة التلفزيون العراقي ونقابة الفنانين العراقيين.
- مصر: الميدالية الذهبية وشهادة تقدير من مهرجان القاهرة الدولي السادس للإذاعة والتلفزيون 1997 عن مسلسل (رجال الظل)
- مصر: جائزة الإبداع الذهبية وجائزة المهرجان الذهبية لمهرجان القاهرة الدولي للأذاعة والتلفزيون التاسع عام 2000 م عن الفيلم الوثائقي (حدث في هذا الزمان) كتابة سيناريو وإخراج
- العراق: وسام الامتياز لأفضل مخرج تلفزيوني للعقد الماضي 1990 - 2000 من مهرجان دائرة الإذاعة والتلفزيون العراقي
- العراق: جائزة المهرجان البرونزية لمهرجان القاهرة الدولي للإذاعة والتلفزيون عام 2002 عن مسلسل أبو جعفر المنصور